# Ortsteil
Ortsteil (tyska för ortsdel) är en mindre del av en primärkommun (Gemeinde) i Tyskland.
Ortsdelar uppkommer vanligen genom en administrativ reform där tidigare självständiga byar eller orter blir del av en sammanslagen kommun (Gemeinde) eller stadskommun (Stadt). Det kan också vara nya bostadsområden i en befintlig kommun.
I en avgränsad administrativ enhet (Gemeinde) finns aldrig två ortsdelar med samma namn. I glest bebyggda regioner är beteckningen Ortsteil inte helt oomstridd, eftersom kommunsammanslagningar beslutas på delstatsnivå och kan drivas igenom mot den lokala folkopinionen. Många byar anser sig som självständiga trots att de tillhör en större enhet.
I Österrike används beteckningen Gemeindeteil synonym med Ortsteil.
I Schweiz bildar varje ortsdel en fraktion i kommunens förvaltning. Fraktionen kallas i vissa regioner Aussenwacht eller Filiale.
Ortsteile kan jämföras med kommundelar, ibland stadsdelar, i en svensk kommun.